# ジェイミー・バイノー＝ギッテンス
ジェイミー・バイノー＝ギッテンス（Jamie Bynoe-Gittens, 2004年8月8日 - ）は、イングランド・レディング出身のプロサッカー選手。プレミアリーグ・チェルシーFC所属。ポジションはフォワード。

## 経歴

### クラブ
バークシャーのレディング出身で、レディングなど地元のクラブの他、一時期チェルシーの下部組織にも所属していた。
2018年、14歳でマンチェスター・シティ EDSに移籍した。
2020年、ドイツのボルシア・ドルトムントに移籍した。
2024年8月25日のブンデスリーガ開幕戦に後半59分から途中出場し、先制点を含む2得点を挙げた。
2025年7月5日、イングランドのチェルシーに7年契約で移籍。移籍金はアドオンを含めると最大で5,200万ポンドと報じられている。

### 代表
イングランドの各世代別代表でプレイし、2022年にはUEFA U-19欧州選手権に出場。決勝戦を含む4試合に出場し、優勝メンバーの一員となった。

## 個人成績
| 国内大会個人成績 | 国内大会個人成績 | 国内大会個人成績 | 国内大会個人成績 | 国内大会個人成績 | 国内大会個人成績 | 国内大会個人成績 | 国内大会個人成績 | 国内大会個人成績 | 国内大会個人成績 | 国内大会個人成績 | 国内大会個人成績 |
| 年度             | クラブ           | 背番号           | リーグ           | リーグ戦         | リーグ戦         | リーグ杯         | リーグ杯         | オープン杯       | オープン杯       | 期間通算         | 期間通算         |
| 年度             | クラブ           | 背番号           | リーグ           | 出場             | 得点             | 出場             | 得点             | 出場             | 得点             | 出場             | 得点             |
| ドイツ           | ドイツ           | ドイツ           | ドイツ           | リーグ戦         | リーグ戦         | リーグ杯         | リーグ杯         | DFBポカール      | DFBポカール      | 期間通算         | 期間通算         |
| ---------------- | ---------------- | ---------------- | ---------------- | ---------------- | ---------------- | ---------------- | ---------------- | ---------------- | ---------------- | ---------------- | ---------------- |
| 2021-22          | ドルトムント     | 43               | ブンデスリーガ   | 4                | 0                | -                | -                | 0                | 0                | 4                | 0                |
| 2022-23          | ドルトムント     | 43               | ブンデスリーガ   | 15               | 3                | -                | -                | 3                | 0                | 18               | 3                |
| 2023-24          | ドルトムント     | 43               | ブンデスリーガ   | 25               | 1                | -                | -                | 2                | 0                | 27               | 1                |
| 2024-25          | ドルトムント     | 43               | ブンデスリーガ   | 32               | 8                | -                | -                | 2                | 0                | 34               | 8                |
| イングランド     | イングランド     | イングランド     | イングランド     | リーグ戦         | リーグ戦         | FLカップ         | FLカップ         | FAカップ         | FAカップ         | 期間通算         | 期間通算         |
| 2025-26          | チェルシー       |                  | プレミアリーグ   |                  |                  |                  |                  |                  |                  |                  |                  |
| 通算             | ドイツ           | ドイツ           | ブンデスリーガ   | 76               | 12               | -                | -                | 7                | 0                | 83               | 12               |
| 通算             | イングランド     | イングランド     | プレミアリーグ   |                  |                  |                  |                  |                  |                  |                  |                  |
| 総通算           | 総通算           | 総通算           | 総通算           | 76               | 12               | 0                | 0                | 7                | 0                | 83               | 12               |

## タイトル

### 代表
U-19イングランド
- UEFA U-19欧州選手権（2022）[9]